# Carlos Collado
Carlos Collado Mena (Orleans, Francia; 12 de julio de 1938) es un político español, presidente de la comunidad autónoma de la Región de Murcia desde 1984 hasta 1993.

## Biografía
Nació el 12 de julio de 1938 en Orleans (Francia), donde sus padres residían durante la guerra civil española. En 1940 vuelve a España junto a su madre y sus hermanos, quedando su padre en el exilio francés. Tras su retorno a Almendricos, población del municipio murciano de Lorca, cursó en esta sus primeros estudios.
Años después volvió a Francia, por motivos laborales, concretamente a la ciudad de Biarritz.
En el curso 1964-1965 se licenció en Filosofía y Letras en la Universidad Complutense de Madrid.
Entre 1966 y 1969 ejerce como profesor en la Escuela de ATS (Ayudantes Técnicos Sanitarios) de la Facultad de Medicina de Madrid.
En 1969 se incorpora como profesor al Instituto de Bachillerato Carlos III de la localidad murciana de Águilas.
Desde 1978 ejerció la docencia como profesor de Filosofía en el Instituto de Educación Secundaria Alfonso X el Sabio de la ciudad de Murcia, permaneciendo en excedencia por desempeño de cargo público entre 1979 y 1993. Tras su vuelta al Instituto desempeñó el puesto de director del mismo varios años.
Respecto a su vida familiar está casado y tiene tres hijos.

## Trayectoria política
Procedente de una familia con vocación política, ingresó en las filas del Partido Socialista Obrero Español (PSOE). 
En 1979 fue elegido concejal del Ayuntamiento de Águilas y, poco después, Presidente de la Diputación Provincial de Murcia, cargo que desempeña hasta que esta institución desaparece en 1982 al crearse la Comunidad Autónoma de la Región de Murcia.
Compagina además su labor en la Diputación con la de Consejero Regional en el Ente Preautonómico, del que además es vicepresidente, al frente de los Departamentos de Universidad e Investigación entre 1979 y 1980.
En las elecciones de octubre de 1982 fue elegido Senador por Murcia, cargo que desempeñó hasta 1986.
Entre 1982 y 1984 presidió la Asamblea Regional de Murcia, primero en su etapa provisional y, a partir de 1983, tras la celebración de las primeras elecciones autonómicas. Fue el primer presidente de esta institución.

### Presidente del Consejo de Gobierno (1984-1993)
El 31 de marzo de 1984 se convirtió en Presidente de la Comunidad Autónoma de la Región de Murcia, en sustitución de Andrés Hernández Ros, también del PSOE, quien había dimitido tras ser acusado del intento de compra de dos periodistas.
Fue reelegido presidente tras ganar las elecciones autonómicas de 1987 y las de 1991. La primera con el 44% de votos y 25 escaños (mayoría absoluta), y la segunda con un 45% de votos y 24 escaños (mayoría absoluta).
Su último mandato, al igual que sucedía a nivel nacional, estuvo salpicado por diversas acusaciones de corrupción.
Durante su mandato la Región de Murcia (y en especial Cartagena, eje industrial de la Región), sufrió una de las mayores crisis económicas e industriales de su historia. Cierres de numerosas empresas y despidos masivos en otras muchas. Las protestas por estos hechos acabaron desembocando en el incendio de la Asamblea Regional de Murcia el 3 de febrero de 1992.
Acabó dimitiendo del cargo el 16 de abril de 1993 a causa del denominado “Escándalo de Casa Grande”. Enfrentado con su propio partido, sus compañeros le acusaban de presunta prevaricación y malversación de fondos en la compra de los terrenos de Casa Grande para su cesión a la multinacional General Electric.
Finalmente tras un proceso judicial no se pudo demostrar su culpabilidad. Por este motivo sus compañeros de partido le pidieron disculpas públicamente en 2006.
Le sustituyó al frente del Gobierno María Antonia Martínez García, quien poco después encabezaría la candidatura socialista en las Elecciones Autonómicas de 1995. Con la credibilidad del partido seriamente dañada, estos comicios supusieron la victoria por mayoría absoluta del Partido Popular (PP), cuyo candidato era Ramón Luis Valcárcel.